# Phoneyusa gracilipes
Phoneyusa gracilipes é uma espécie de aranha pertencente à família Theraphosidae (tarântulas).